# FreeNAS
FreeNAS e безплатен и с отворен код софтуер за мрежово запаметяващо устройство (NAS), базиран на операционната система FreeBSD и файловата система OpenZFS. Разпространява се под условията на BSD лиценза и работи върху x86-64 хардуер. FreeNAS поддържа Windows, OS X и Unix клиенти, както и различни източници на виртуализация, като XenServer и VMware, използвайки CIFS, AFP, NFS, iSCSI, SSH, rsync и FTP/TFTP протоколи. Някои от разширените функции на FreeNAS са цялостно криптографиране на диска и plug-in поддръжка за third-party софтуер.

## Файловата система OpenZFS
FreeNAS поддържа файловата система OpenZFS, която от своя страна предоставя възможности за проверка на целостта на данните, с цел да се предотврати загубата им, създаване на запис на състоянието им в определена точка от времето, копиране и няколко нива остарели технологии, като например – stripping, mirroring, mirrored stripping и три нива на RAID-Z.

## Потребителски опит
FreeNAS се управлява чрез цялостен уеб интерфейс, който се допълва от минималистична shell конзола (команден интерпретатор), която обработва основните административни функции. Уеб интерфейсът поддържа конфигурация на storage pool (общ логически дял за съхранение, състоящ се от група физически дискове), управление на потребителя, конфигурация на споделянето и поддръжка на системата.
Вградено в поддръжката на системата, FreeNAS може да се зарежда от USB Flash устройство или SATA DOM. Зареждащото се изображение (файл) е конфигурирано с помощта на USB Flash / CD-ROM стартиращ инсталатор. Операционната система FreeNAS е напълно независима от своите дискове за съхранение, което позволява настройките на базата данни и криптиращите ключове да бъдат архивирани и възстановявани върху нова инсталация на операционната система. Това разделяне също така дава възможност системните ъпгрейди на FreeNAS да бъдат изпълнявани през уеб интерфейса.

## История
Проектът FreeNAS стартира през октомври 2005 г. от Оливие Кошар-Лабе (Olivier Cochard-Labbé), базирайки го на вградената защитна стена m0n0wall и операционната система FreeBSD 6.0. Волкър Тейл (Volker Theile) се присъединява към проекта през юли 2006 г. и застава начело на проекта през април 2008 г. През септември 2009 г., екипът от разработчици стига до извода, че проектът, тогавашния рилийз .7, се нуждае от цялостно преработване, за да се пригоди към новите особености като плъгин архитектурата. Тейл решава, че проектът най-добре да бъде пренаписан с помощта на Debian GNU/Linux и насочва усилията си за развитие на временния проект CoreNAS, впоследствие преименуван на OpenMediaVault, където Тейл продължава да е начело. Кохърд Лабе отвръща на обществените възражения срещу т.нар. „Debian-версия на FreeNAS“ и възобновява дейността на проекта, прехвърляки го на FreeNAS потребителя iXsystems. iXsystems пренаписват FreeNAS с нова архитектура, базирана на FreeBSD 8.1 Beta и Django CMS, и през ноември 2010 г. пускат рилийз FreeNAS 8. Плъгин (plug-in) архитектурата пристига с FreeNAS 8.2 и FreeNAS версията се синхронизира с FreeBSD за яснота. FreeNAS 8.3 въвежда цялостно криптографиране на диска, а FreeBSD 9.1, на която се основава FreeNAS 9.1, въвежда актуализирана плъгин архитектура, съвместима със структурата на управление на затворите (jails) на PC-BSD Warden. FreeNAS 9.1 също така е първата версия на FreeNas, която ползва поддържаната от общността файлова система OpenZFS v5000, използваща Feature Flags. 

## Архитектура
Ъпдейтът 8.0 на FreeNAS променя архитектурата на проекта от m0n0BSD/m0n0wall/PHP-базирана, до такава базирана на FreeBSD, на езикът за програмиране Python, на система за управление на съдържанието Django CMS и на библиотеката на JavaScript – dojo toolkit. Архитектурата използва също и уеб сървъра lighttpd, който е заместен от nginx в ъпдейта 8.2.

## Функции
- Уеб интерфейс с възможност за SSL криптиране – SSL (Secure Sockets Layer) – тип криптиране, което се използва от SMTP сървъра. Той създава криптирана връзка между уеб сървъра и браузъра, за да защити информацията от подслушване, подправяне и т.н. Осигурява висока степен на конфиденциалност. Използва се при on-line разплащания, on-line трансфери, електронно банкиране и др.[1] Със стартирането на версия 9.3, FreeNAS може да действа като сертифициращ орган (Certificate Authority). За да се използва SSL или TLS криптирането за която и да е от връзките в системата на FreeNAS, първо трябва да се създаде сертифициращ орган, след това да се създаде или да се импортира сертификатът, който ще се ползва за криптираните връзки.
- Локализиран на над 20 езика – FreeNAS e локализиран на над повече от 20 езика, от които: Чешки Архив на оригинала от 2013-05-12 в Wayback Machine., Холандски Архив на оригинала от 2013-05-12 в Wayback Machine., Украински Архив на оригинала от 2013-05-12 в Wayback Machine., Руски[неработеща препратка], Китайски Архив на оригинала от 2013-05-12 в Wayback Machine., Румънски Архив на оригинала от 2013-05-12 в Wayback Machine., Френски Архив на оригинала от 2013-05-12 в Wayback Machine., Португалски[неработеща препратка], Турски Архив на оригинала от 2013-05-12 в Wayback Machine., Испански Архив на оригинала от 2013-05-12 в Wayback Machine., Германски[неработеща препратка], Шведски Архив на оригинала от 2013-05-12 в Wayback Machine., Сръбски[неработеща препратка], Латвийски Архив на оригинала от 2013-05-12 в Wayback Machine., Италиански Архив на оригинала от 2013-05-12 в Wayback Machine., Китайски Архив на оригинала от 2013-05-12 в Wayback Machine., Гръцки, Португалски Архив на оригинала от 2013-05-12 в Wayback Machine., Японски[неработеща препратка], Полски[неработеща препратка] и др. За управление локализацията на екранните менюта, използвани от графичния интерфейс за администриране, FreeNAS използва приложението Pootle, което е с отворен код. Приложението Pootle лесно открива локализацията на вашия местен език и превежда текста за всяко меню, което все още не е локализирано.
- Плъгин архитектура – Въвежда се с FreeNAS версия 8.2.0. Плъгин архитектурата дава възможност за разширяване на вградените NAS-услуги, чрез осигуряване на механизъм за инсталиране на допълнителен софтуер, който потребителят сам да избере. Тази архитектура се основава на FreeBSD jails и PC-BSD 9.x PBIs. FreeNAS поддържа мощен набор от плъгини, което позволява да се разшири и оптимизира функционалността по подразбиране, така че да отговаря на изискванията на потребителя.[2]
- Включва плъгини като Transmission, Plex и FireFly:
  - Transmission плъгин – това е BitTorrent-клиент, който разполага с разнообразие от потребителски интерфейси на върха на back-end мултиплатформа. Transmisiion е свободен софтуер, лицензиран при условията на GNU General Public License (GNU GPL), с части под лиценза на MIT.

- - Plex Media Server плъгинът – back end медия сървър на софтуерния пакет Plex. Въведен през 2009, Plex Media Server се използва, за да хоства съдържание и плъгини, които след това се стриймват на Plex екранни приложения (включително Plex Home Theater) и Plex мобилни приложения или на същата машина, локална мрежа или през интернет. Plex Media Server е достъпен за FreeBSD, Linux, и девет различни NAS-устройства. Plex Media Server може да бъде конфигуриран да индексира съдържанието във всяка една директория на машината, където е стартиран сървърът, както и автоматично да добие съдържанието от източници, като Aperture, iPhoto и iTunes. Съдържанието може да прекодирано от сървъра преди да бъде излъчено, за да се намали нужният трафик или за съвместимост с устройството, на което ще бъде излъчван стриймингът.

- - FireFly Media Server e аудио медия сървър за Roku SoundBridge и iTunes. Той е с отворен код и обслужва медия файловете използвайки протоколите Roku Server Protocol (RSP) и Digital Audio Access Protocol (DAAP). Firefly Media Server не е в процес на активна разработка. Има един неуспешен опит за продължаването на проекта като Firefly2 Media Server. От юли 2009 разработването продължава като Linux/FreeBSD разклонение, именувано forked-daapd. Последната версия на forked-daapd е v23.1.

- Графики на производителността – FreeNAS® предоставя възможност за графично представяне на производителността и отделни параметри, като:
  - CPU Usage : събира данни за използването на компютъра.
  - system load : осигурява общ преглед на използването на системата в интервали от една, пет и петнадесет минути.
  - disk : Показва средното време за изпълнение на I/O операция.
  - physical memory : Показва използването на физическата памет.
  - interface : Показва получения и изпратения трафик в битове за секунда за всеки конфигуриран интерфейс.
  - disk space : Показва свободното и използваното място на всеки от дисковете.
  - processes : Показва броя на процесите групирани по състояние.
  - target: съдържа статистически данни за трафик за ISCSI портове.
  - zfs : Показва големината на ARC, честотата и исканията. Докладните данни се записват, което позволява да се видят и следят тенденциите на използване в течение на времето. По подразбиране докладните на данни се записват в /data/rrd_dir.tar.bz2 и се съхраняват при ъпдейтване и изключване на системата.

- Email log and reporting notification – По подразбиране, дневници се съхраняват в RAM, тъй като няма място в устройството за съхранение на log-ове. Това означава, че log-овете се трият, когато системата се рестартира. При желание да се съхранят тези log файлове има възможност за:
  - Конфигуриране на дистанционен Syslog сървър на друга Unix-подобна операционна система.
  - Създаване на ZFS набор от данни, наречена Syslog и рестартиране на системата; FreeNAS® автоматично ще създаде лог / директория в този набор от данни, която съдържа трупите.
  - Конфигуриране на системата, така че да може автоматично да изпраща имейли със скрипт до root потребителски акаунт, съдържаща важна информация като здравето на дисковете. Сигнализиращи съобщения също се изпращат до посочения акаунт.
- Downloadable configuration file and encryption keys – Trivial File Transfer, Protocol (TFTP) е олекотена версия на FTP и обикновено се използва за прехвърляне на конфигурация или файлове между рутери в локална среда. TFTP осигурява изключително ограничен набор от команди и не осигурява сигурност на достъпа. Ако системата FreeNAS® ще се използва за съхраняване на изображения и конфигурационни файлове за устройства на мрежата, трябва да се конфигурира и стартиране на услугата TFTP, което ще отвори UDP порт 69. От версия 8.3.1, FreeNAS® поддържа GELI пълно дисково криптиране при създаване на ZFS.
- OpenZFS v5000 file system with Feature Flags – ZFS е модерна, съвременна файлова система, която е специално проектирана, за да предостави функции, които не са налични в традиционните UNIX файлови системи. Тя първоначално е била разработена в Sun с намерението да бъде отворена файловата система, която да може да бъде пренасяна към други операционни системи. След придобиването Oracle на Sun, някои от инженерите на оригиналните ZFS основават OpenZFS, за да продължи съвместната разработка на версията с отворен код. За да се разграничи от номерата на версиите на Oracle ZFS, OpenZFS използва т.нар. Feature Flags. Feature Flags се използват за маркиране на функции с уникални имена, за да се осигури преносимост между OpenZFS реализации, работещи на различни платформи, толкова дълго, колкото всички Feature Flags активирани на ZFS pool се поддържат и от двете платформи. FreeNAS® използва OpenZFS и всяка нова версия на FreeNAS® в крак с времето с най-новите Feature и OpenZFS корекции на грешки.
- Disk Deduplication – за да се спести място, процесът не е точно създаване на дублирани копия на данните. В зависимост от размера на дублираните данни, дедупликацията може да подобри капацитета за съхранение, като по-малко данни се записват и съхраняват. Обаче процесът на дедупликация е RAM интензивен и общото правило е 5 GB RAM на TB. В повечето случаи, използването на компресия вместо „дедуплициране“ осигурява по-добра производителност. Във FreeNAS, процесът може да се активира по време на създаването на набор от данни. Няма начин да се върне процесът, деактивирането не оказва влияние върху съществуващите данни. Колкото повече данни има, толкова повече RAM изисква. Ако системата не разполага с необходимата оперативна памет ще се „паникьоса“ и едно от решенията е да добавите още. Знаете, че може да използвате компресия. Ако дедупликация е променена на „On“, дублиращите блокове данни са отстранени синхронно. Резултатът е, че само уникални данни се съхранявати и общите компоненти са споделени между файлове.
- File system snapshotting and replication Периодичният снапшот позволява да се планира създаването на версии на ZFS (само за четене) и масиви от данни, в дадем момент. Снапшотовете могат да се създават бързо, а ако малка част от данните е променена, снапшотовете заемат малко място. Снапшотовете предоставят хитър начин на водене на историята на файловете, ако има нужда да се възстанови по-старо копие или дори изтрит файл. Поради тази причина, много администратори правят често снимки (например на всеки 15 минути), съхраняват ги за период от време (например за един месец), и това става на друга система (например Replication Tasks). Преди да създадете моментна снимка, трябва да има съществуващ ZFS обем. Репликация дава възможност за автоматизиране на копието на ZFS снимки в друга система през криптирана връзка. Това ви позволява да създадете резервно копие на ZFS набора от данни. Преди да конфигурирате репликация, следните предварителни условия трябва да бъдат изпълнени: – > ZFS басейн трябва да съществува на PUSH, както и на PULL. – > Снапшот трябва да бъде създаден на PUSH. – > Услугата SSH трябва да бъде включена в PULL. Първият път, когато услугата е активирана, ще генерира необходимите ключове за SSH.
- Disk encryption with GELI hardware acceleration Започвайки с 8.3.1, FreeNAS подкрепя GELI пълно дисково криптиране при създаване на ZFS обеми. За да създадете криптиран обем, проверете „Encryption“ прозорецът. Това е изключително важно, за да направите резервно копие на ключа, тъй като без него данните на дисковете са недостъпни.

Ако импортвате съществуващ GELI-криптиран ZFS басейн, първо трябва да се декриптират дисковете. На следната фигура, изберете „Yes: Разкодирай дискове“ за достъп до екрана. Избирате дисковете в криптирания басейн, отивате на местоположението на запазения криптиран ключ, въвеждате паролата свързана с ключа, „OK“, за да декриптира дисковете. Създаване / Промяна Passphrase: кликнете върху този бутон, за да настроите и потвърдете паролата, свързана с GELI клиптиращ ключ. След това въвеждате и повтаряте желаната парола, не трябва да забравяте да добавите нов ключ за възстановяване. За разлика от другите пароли, Passphrase може да съдържа интервали. Един добър пропуск е лесен за запомняне, но труден за отгатване. Ако забравите паролата, данните за обема могат да станат недостъпни.
- Six levels of file system compression including lz4 and gzip При избора на вид компресия, трябва да се балансира производителността с размера на дисковото пространство, спасено от компресия. Компресията е „прозрачна“ за клиента и приложение като ZFS автоматично компресира данните. Поддържат се следните алгоритми за компресия:
- lz4: препоръчва метод за компресиране, който позволява на компресирани масиви от данни да работят в близост до скорост в реално време. Този алгоритъм компресира само файлове, които ще се възползват от компресия. По подразбиране, ZFS басейни, направени с помощта на FreeNAS® 9.2.1 или по-висока версия използват този вид компресия.
- gzip: Разделя се на нива от 1 до 9, където ниво 9 осигурява най-добрата компресия, но не се препоръчва поради въздейсвието върху производителността.
- rsync – инструмент, който позволява да прехвърляте и синхронизирате данни между сървъри. Може да се използва по 6 различни начина, както е описано в официалната документация:

1. За копиране на локални файлове.
2. За копиране от локалната машина, на дистанционна, използвайки за транспорт shell програма (ssh, rsh и др.).
3. За копиране от дистанционна машина, на локалната, използвайки за транспорт shell програма.
4. За копиране от дистанционен rsync сървър, на локалната машина.
5. За копиране от локалната машина, на дистанционен rsync сървър.
6. За показване на списък на файловете на дистанционна машина.

- lagg – Link aggregation and link failover interface. Това е функция, която позволява струпването на множество мрежови интерфейси в един виртуален, с цел да се постигне неспирен поток на данните докато поне един мрежов интерфейс все още има връзка. Lagg работи най-добре на суичове, които поддържат протокола LACP, тъй като той разпределя трафика двупосочно, като в същото време отговаря и на отказите на индивидуалните връзки.
- VLAN networking – VLAN представлява метод за разделяне на една физическа компютърна мрежа на различни виртуални мрежи с цел логическа организация, контрол и защита. Потребителите в един VLAN могат да комуникират само помежду си, но не и с потребители от другите виртуални мрежи. Предимството е, че едни и същи комутатори могат да предоставят множество VLAN-и и по-този начин се спестяват разходи за оборудване.
- dynamic DNS client – Основният начин за обновяване на данните на DNS сървър е използването на браузър. Това обаче е доста наудобно при честа смяна на IP адреса. Затова е създаден динамичен DNS клиент. Пример за използването му е, когато искаме да хостваме интернет страница на личния си компютър.
- syslogd – Взаиомодействието със системните логове е критичен аспект на системната администрация и сигурност. Контролирането на регистрите на множество хостове може да се превърне в много тромав процес, когато те са разпределени в средни или големи мрежи, или са части от множество различни видове мрежи. В тези случаи се използва дистанционна интеракция със системните регистри, именно чрез syslogd.
- SNMP (Simple Network Management Protocol) – протокол от приложния слой, който улеснява обмяната на контролна информация между мрежовите устройства. SNMP е част от пакета TCP/IP и позволява на системните администратори да управляват работата на мрежата, да откриват и решават възникнали в нея проблеми и да планират бъдещи разширения.[3]
- UPS (Uninterruptible power supply) – FreeNAS® използва NUT (Network UPS Tools) за да предостави поддръжка на непрекъсваемо захранване. Ако системата използваща FreeNAS® е свързана към UPS, то може да се добави и стартира.[4]
- iozone, netperf, OpenVPN, tmux и други инструменти.

- Active Directory клиент поддръжка с Windows ACLs – Active Directory (AD) е услуга за споделяне на ресурси в Windows мрежа. AD може да бъде конфигурирана за Windows сървър под Windows Server 2000 или по-нова версия, както и за UNIX базирана операционна система със Samba версия 4. Тъй като AD осигурява оторизиран достъп на потребителите в мрежата, не е необходимо профилите им да бъдат създавани отново във FreeNAS. Вместо тяхното повторно създаване се извършва конфигуриране на Active Directory услугата. По този начин може да се импортира информацията за акаунта и импортираните потребители могат да получат разрешение за достъп до CIFS дялове на FreeNAS.
- CIFS, AFP, NFS, iSCSI, SSH, FTP/TFTP протоколи –  Споделянето на файлове е това, което FreeNAS прави най-добре. Всяка по-голяма операционна система поддържа SMB/CIFS (Windows file shares), NFS (Unix file shares) и AFP (Apple File Shares) както и FTP, iSCSI (block sharing), WebDAV и други методи за споделяне на данни в мрежата. iSCSI поддържа също VMware VAAI, Microsoft ODX и Microsoft Windows Server 2008 и 2012 R2 Clustering. Повечето операционни системи в това число и Windows, Mac OS X, много от Linux дистрибуциите, както и PC-BSD могат да се свързват посредством SMB с малка или абсолютно никаква конфигурация от страна на клиента. Повечето Unix базирани операционни системи поддържат свързването с NFS .AFP се използва предимно от Mac OSX и е подходящ за мрежови среди осъществяващи връзка само с Macintosh клиенти. FreeNAS поддържа също Time Machine резервни копия.
- Apple Time Machine support  – Mac OS X включва приложението Time Machine, което се използва за планирането на автоматично архивиране. Може да се конфигурира Time Machine потребител за архивирането на AFP дял във FreeNAS. Препоръчително е създававането на отделен дял за всеки потребител, който ще използва Time Machine за архивирането на своята Mac OS X операционна система във FreeNAS. Процесът за създаване на отделен оторизиран дял е същият както при създаването на Time Machine потребител.
- LDAP – FreeNAS включва OpenLDAP клиент. Като това предоставя възможността за достъпване на инфорация съхраняване на LDAP сървър. LDAP сървърът предоставя услуги за намиране на мрежови ресурси, като например потребители и техните права. Примери за LDAP сървър са: Microsoft Server (2000 и по нови), Mac OS X Server, Novell eDirectory, и OpenLDAP работещ под BSD или Linux система. Ако вашата мрежа включва LDAP сървър, то услугата FreeNAS LDAP трябва да бъде конфигурирана, така че потребителите в мрежата да се удостоверяват посредством LDAP сървъра и по този начин да се извършва контролиран достъп до данните съхранявани на FreeNAS системата.

UFS2, NTFS, FAT32 and EXT2/3 поддръжка за импортиране на данни – FreeNAS позволява импортирането на самостоятелен диск, форматиран с някои от следните файлови системи: UFS, NTFS, MSDOS(FAT32) или EXT2/3. Това е временно решение, правещо възможно копирането на данните от импортирания диск във вече съществуващ ZFS dataset. Не могат да бъдат импортирани повече от един диск едновременно. За да импортираме диск е нужно да изберем „The Volume“ ‣ „Import Disk“. Ще се появи диалогов прозорец, в който можем да изберем входната файлова система, както и пътя до мястото, на което искаме да го копираме. След като натиснем „Import Volume“, дискът ще бъде монтиран автоматично, ще бъде копиран и демонтиран след приключване на копирането.
- S.M.A.R.T. disk диагностика – S.M.A.R.T. (Self-Monitoring, Analysis and Reporting Technology) е система за наблюдение на твърди дискове, която следи и отчита различни показатели за надежността на твърдия диск. Когато S.M.A.R.T. отчете неизправност на определено устройство, то трябва да бъде заменено. Повечето съвременни ATA, IDE и SCSI-3 хард дискове поддържат S.M.A.R.T. Това може да се провери в документацията на устройството. За добавянето на S.M.A.R.T. тест е нужно да изберете „Tasks“ ‣ „S.M.A.R.T. Tests“ ‣“ Add S.M.A.R.T. Test“. Ще се появи диалогов прозорец в него можем да изберем:

1. Дисковете за наблюдение
2. Tипа на теста. Важно е да се отбележи, че някои типове тестове могат да забавят производителността на устройството или изцяло да го направят неизползваемо по време на теста
3. По избор добавяме описание на теста
4. Можем да изберем през колко часа да се изпълнява теста или в кои часове
5. Също така имаме свободата да изберем кои дни от седмицата или кой месец да се изпълнява теста.

След създаването на необходимите за нас тестове, те могат да бъдат стартирани от „Services“ ‣ „S.M.A.R.T.“. Ако въведете имейл адрес в полето „Email to report“, системата ще ви уведоми при неуспешен тест.
Важно е да се отбележи, че при наличието на RAID контролер трябва да се избягва включването на S.M.A.R.T. услугата поради възникването на проблеми. Именно RAID контролера наблюдава работата на устройствата и ги отчита като евентуално проблемни.

## Плъгини
Плъгините позволяват разширяване на вградените функции. Един начин за тяхното инсталиране е като се работи през графичен интерфейс, който е много лесен за употреба, но е ограничен до наличността на предлаганите приложения. Друг метод е посредсвом „jails“, който предоставя много повече контрол върху процеса на инсталация, но изисква работа чрез интерфейс с команден ред, както и добро разбиране на компютърните мрежи и софтуерната инсталация при системи базирани на FreeBSD.

### Достъпни плъгини във FreeNAS 9.3
- Bacula – набор от софтуерни приложения с отворен код, които позволяват да се управлява процеса по създаване на резервно копие, възстановяването и проверката на данни в мрежа от компютри от различни видове. Bacula е относително лесен за употреба и много ефикасен, предлагайки много разширени функции, с които може лесно да се намерят и възстановят изгубени или повредени файлове.
- BTSync – BitTorrent Sync патентован от BitTorrent Inc е peer-to-peer инструмент за синхронизацията на файлове за Windows, Mac, Linux, Android, iOS, Windows Phone, Amazon Kindle Fire и BSD. Той може да синхронизира файлове в локална мрежа или между отдалечени устройства в интернет посредством модифицирана версия на BitTorrent протокола.
- CouchPotato – е автоматична NZB и торент програма за сваляне на файлове. Предлага опция, в която при въведени филми, извършва търсене за тях в интернет през определен интервал от време. Когато бъдат намерени могат да бъдат препратени към SABnzbd или направо да бъдат свалени в указана директория.
- cruciblewds Архив на оригинала от 2016-02-05 в Wayback Machine. – е програма с отворен код за cloning и imaging. Прилича много на Symantec Ghost Solution Suit or Acronis Snap Deploy, но това което я отличава от другите подобни програми е леснотата, с която се борави с нея. Поддържа imaging за Windows XP, Windows Vista, Windows 7, Windows 8 и Linux.
- Emby – е медийно приложение, което събира цялото ви медийно съдържание на едно място. Emby ви предлага приятен интерфейс и лесно достъпване до вашите любими филми, сериали както и цялото ви медийно съдържание, което притежавате. Както повечето подобни програми, Emby предлага и стрийм услуга.
- Headphones – е плъгин за автоматично изтегляне на музика за NZB и торенти, написан на Python. С него може да сканирате цялата си музика на хард диска и да я импортирате в Headphones, създавайки своя музикална библиотека. Поддържа SABnzbd, NZBget, Transmission, µTorrent, Deluge и Blackhole.
- HTPC-Manager – плъгинът дава пълен контрол над HTPC навсякъде, с един лесен за използване интерфейс. HTPC Manager ви позволява да преглеждате, възпроизвеждате и управлявате всичките си медийни файлове. Дава възможност за търсене на нови телевизионни предавания, филми и др., получаване на информация за тях, преглед и управление на активните изтегляния. Интерфейсът му позволява лесно управление на приложения като XBMC, SABnzbd, Sick Beard, CouchPotato, Transmission и др.
- Maraschino[неработеща препратка] – този плъгин има лесен за използавне интерфейс за управление на компютър за домашно кино (Home Theater PC). Приложението е безплатно и с отворен код. Някои от основните характеристики на плъгина са:
  - Модул за персонални приложения, който осигурява бърз достъп до вашите уеб интерфейси (например SABnzbd, SickBeard или др.);
  - Браузър на медийните файлове – може да разглеждате цялата си колекция от филми, клипове и др., и да ги стартирате през XBMC;
  - Контрол на множество XBMC сървъри – при повече от един сървър с помощта на Maraschino можете моментално да превключвате между сървърите и да ги контролирате.
  - SABnzbd+ модул, който изкача при стартиране теглене по мрежата и се скрива при завършване, показва текущите файлове, скоростта и оставащото време при сваляне.
  - Модул за дисковото пространство – показва използваното и свободното място на различни устройства.
  - Модули за uTorrent и Transmission за потребителите на торенти

- MineOS – плъгинът е специално разработено приложение за създаване на MineCraft сървър на Linux или BSD-базирани платформи. Снабден е с уеб администраторски интерфейс, SSH мрежов протокол за криптирано предаване на данни и лесна поддръжка на плъгини.
- Mylar – приложение, написано на Python за автоматизиране на процеса по сваляне на комикси (cbr/cbz), базиран основно върху дизайна и логиката на Headphones.
- ownCloud Архив на оригинала от 2018-10-31 в Wayback Machine. – софтуер с отворен код за синхронизация и споделяне на файлове, подходящ както за лични нужди, използвайки безплатната версия ownCloud Server edition, така и за големи компании и доставчици на услуги посредством версията ownCloud Enterprise Subscription. ownCloud предоставя сигурен, защитен и удобен начин за синхронизация и споделяне на файлове на сървъри. Може да се сподели един или повече файлове и папки на личния компютър, след което да се направи синхронизация с вашия ownCloud сървър. Поставете файловете в локалната директория за споделяне, след което тези файлове незабавно ще бъдат синхронизирани със сървъра, а също и с други устройства, които използват ownCloud Desktop Sync Client, Android приложение или iOS приложение.[6]
- s3cmd – безплатно приложение с интерфейс с команден ред за качване, извличане и управление на данни в Amazon S3 и други доставчици на облачни услуги за съхранение, които използват S3 протокола, като Google Cloud Storage или DreamHost DreamObjects. Най-подходящ е за потребители, които са запознати от близо с работата на приложения от командния ред. Написан е на Python с отворен код и лиценз GNU Public License v2 (GPLv2), безплатен е както за търговска, така и лична употреба. Необходимо е единствено да се заплати на Amazon за използването на техните услуги за съхранение.[7]
- SABnzbd – NZB приложение, написано на Python с отворен код. Работи почти върху всяка платформа, прави свалянето от Usenet много лесно като автоматизира целия процес. Има уеб базиран потребителски интерфейс.
- SickBeard – персонален видеорекордер за потребителите в дискусионни групи или т.нар. „newsgroup“ (с ограничена поддръжка за торенти), който следи за нови епизоди на любими предавания и когато са налични ги сваля, сортира, преименува и с възможност за създаване на метаданни. Текущо поддържа NZBs.org, NZBMatrix, NZBs'R'Us, Newzbin, Womble's Index, NZB.su, TVTorrents and EZRSS и извлича информация за предавания от TVDB.com и TVRage.com.[8]
- SickRage – мениджър за управление на мултимедийни файлове базиран на SickBeard. По негово подобие също може автоматично да сваля телевизионни предавания, когато те бъдат налични, но за разлика от него има и поддръжка за торенти и субтитри, създаване на бекъп и възстановяване, по-добро поведение при провалено сваляне и др.
- Sonarr – персонален видеорекордер за Usenet и BitTorrent потребители. Може да следи множество RSS известия за нови епизоди на любими предавания, след което да ги свали, сортира и преименува. Предоставя и възможността така да бъде настроен, че автоматично да обновява качеството на файловете, които вече са свалени, когато се появи формат с по-добро качество.
- Subsonic – уеб базиран мултимедиен сървър с отворен код. Написан е на Java, така че може да се ползва на всяка операционна система с поддръжка за Java. Поддържа стрииминг към множество клиенти едновременно, на всякакъв вид медия (включително MP3, AAC и Ogg). Също така може да поддържа медийно конвертиране в движение (посредством употребата на плъгини) на най-популярните медийни формати, включително WMA, FLAC и др.

- Syncthing – peer-to-peer приложение с отворен код за файлова синхронизация, налично за Windows, Mac, Linux, iOS, Android, Solaris, Darwin и BSD. Може да синхронизира файлове между устройства в локална мрежа или между отдалечени устройства през интернет. В основата на дизайна на софтуера е осигурена защитата и сигурността на данните.
- XDM – съкратено от eXtendable Download Manager, това е плъгин базиран мениджър за управление на мултимедийни колекции. Написан е на Python, като работи във фонов режим и предоставя уеб базиран интерфейс. В действителност по-голямата част са плъгините, като PostProcessor или доставчици на метаданни. Повечето от плъгините могат да бъдат конфигурирани по няколко начина т.е. необходимо е един Newznab плъгин, за да се осъществи връзка към множество индексатори. XDM не е ограничен само до най-популярните формати за сваляне, те могат да бъдат разширени с такива като FTP, SSH или IRC.[9]
- CrashPlan – приложение, което ви позволява да направите резервно копие (архив) на данните от вашия компютър върху облак, друг компютър или на външен диск. Приложението архивира файлове от всякакъв тип и размер, като освен ръчно, създаването на резервно копие може да става и планувано – по график със задаване честота на архивиране. При всяко архивиране може да избирате някой от двата варианта за съхранение – онлайн или офлайн. Онлайн архивирането не е безплатно, но се изпълнява автоматично през определено време. Офлайн съхранението на данни е безплатно и се изпълнява по-бързо, но трябва да сте сигурни в защитата на хардуера, на който се архивира информацията. Позволява да направите резервно копие на 10 различни машини.
- transmission
- plexmediaserver
- Firefly Media Server

## Екрани от програмата
Така изглеждат добавените вече дискове. Има информация за размера файловата система и дали дискът е включен.
Така изглежда добавянето на нов диск.
Форматиране на диск.
Тук избираме диска, който искаме да форматираме и задаваме подходяща файлова система.